# Galceran de Requesens i Joan de Soler
Galceran de Requesens i Joan de Soler   (c. 1439 - Barcelona, 1505 (Gregorià)) fou un noble català.

## Biografia
Primer comte de Palamós (1484), també ho fou de Trivento, Avellino (1456) i baró de Calonge. Fill del governador de Catalunya Galceran de Requesens i de Santacoloma i germà del també governador Lluís.
Estigué al servei del rei Ferran I de Nàpols com a capità de l'armada. El 1465 amb un nombrós estol de vaixells va aconseguir bloquejar l'illa d'Ischia, on es mantenia revoltat Joan de Torrelles i López de Gurrea, partidari de Renat d'Anjou i comte d'Ischia, per obligar-lo a capitular. El mateix Ferran, rei de Nàpols, li va agrair personalment els seus serveis atorgant-li el comtat d'Avellino.
El 1471, amb deu galeres, es va unir a la flota de la República de Venècia per fustigar les illes turques, on juntament amb Piero Mocenigo va atacar Rodes, Cos, Samos.
Ja sota les ordres de la corona d'Aragó va combatre en la Revolta de Sardenya (1470-1478) contra Lleonard II d'Alagó i Arborea amb qui va signar un tractat de pau el 12 de juliol de 1473 pel qual aquell fou confirmat com a marquès d'Oristany, i finalment va desembarcar a Càller en abril de 1478 iniciant negociacions amb Lleonard II d'Alagó, que van fracassar i va derrotar els rebels definitivament a la batalla de Macomer el 19 de maig de 1478.
Va ostentar el càrrec de capità general de l'armada de Ferran II d'Aragó durant la campanya de Màlaga. El 1484 el mateix monarca li va concedir els títols de comte de Palamós i baró de Calonge. El 1494 Galceran fa construir un nou moll a Palamós completant així el que ja hi havia des de mitjans del segle xv.
L'any 1495 mana una flota de 60 naus i 20 llenys, amb 6000 infants i 700 genets. El seu objectiu serà desallotjar als partidaris del Rei de França de les places de Nàpols i Sicília que tenen ocupades. Ho aconsegueix i uns mesos més tard arriba fins a les portes de Roma.

## Matrimonis i descendents
Galceran de Requesens es va casar dues vegades, primer amb Elena del Balzo, filla del comte d'Ugento Anghilberto, i en segones núpcies amb Beatriz Enríquez, amb aquesta va tenir dues filles: 
- Isabel de Requesens i Enríquez que va succeir el seu pare en tots els seus títols i
- Maria de Requesens i Enríquez que es va casar amb Antoni Folch de Cardona, vescomte de Cardona.